# Kremná
Kremná (Hongaars: Lublókorompa) is een Slowaakse gemeente in de regio Prešov, en maakt deel uit van het district Stará Ľubovňa.
Kremná telt 102 inwoners.